# Woda przemysłowa
Woda przemysłowa – woda zazwyczaj piątej klasy czystości, której skład chemiczny lub bakteriologiczny nie zezwala na używanie jej do celów spożywczych ani w gospodarstwie domowym, ale może być używana w celach technologicznych. Zwykle nie jest ona poddawana procesom oczyszczania, czasem zaś specjalnie preparowana.
Woda przemysłowa stosowana jest między innymi:
- do celów technologicznych w elektrowniach
- w instalacjach centralnego ogrzewania
- w ogrodnictwie i sadownictwie
- do gaszenia pożarów.